# Liste der deutschen Innenminister
Innenminister sind für die inneren Belange des Bundes bzw. des Reiches zuständig bzw. zuständig gewesen. Die Aufgabenfelder umfassen beispielsweise Verwaltung und Innere Sicherheit.
Die Provisorische Zentralgewalt war 1848/1849 als Exekutive des entstehenden Deutschen Reiches der Revolutionszeit die erste Reichsregierung. Im Norddeutschen Bund (ab 1867) gab es außer dem Bundeskanzleramt und dem Auswärtigen Amt keine weiteren obersten Bundesbehörden. Im Kaiserreich (ab 1871) wurden nach und nach weitere Reichsbehörden aus dem Kanzleramt ausgegliedert. Das Kanzleramt selbst wurde zum Reichsamt des Innern; daher ist es nicht mit der Reichskanzlei (ab 1878) zu verwechseln.
Seit dem Gesetz über die vorläufige Reichsgewalt 1919 tragen die obersten Behördenleiter Rang und Titel eines Ministers.

## Reichsminister des Innern in der Provisorischen Zentralgewalt (1848/1849)

Reichsadler der Zentralgewalt

| Name                                      | Amtszeit (Beginn) | Amtszeit (Ende)   |
| ----------------------------------------- | ----------------- | ----------------- |
| Anton von Schmerling                      | 15. Juli 1848     | 15. Dezember 1848 |
| Heinrich von Gagern                       | 17. Dezember 1848 | 16. Mai 1849      |
| Maximilian Karl Friedrich Wilhelm Grävell | 16. Mai 1849      | 3. Juni 1849      |
| Johann Hermann Detmold                    | 3. Juni 1849      | 29. Dezember 1849 |

## Staatssekretäre des Reichsamtes des Innern des Deutschen Kaiserreiches (1879–1919)

Wappen des Deutschen Kaiserreiches

| Name                          | Amtszeit (Beginn) | Amtszeit (Ende)   | Partei  |
| ----------------------------- | ----------------- | ----------------- | ------- |
| Karl von Hofmann              | 24. Dezember 1879 | 31. August 1880   | –       |
| Karl Heinrich von Bötticher   | 1. September 1880 | 1. Juli 1897      | –       |
| Arthur von Posadowsky-Wehner  | 1. Juli 1897      | 24. Juni 1907     | –       |
| Theobald von Bethmann Hollweg | 24. Juni 1907     | 10. Juli 1909     | –       |
| Clemens von Delbrück          | 14. Juli 1909     | 22. Mai 1916      | –       |
| Karl Helfferich               | 22. Mai 1916      | 24. Oktober 1917  | –       |
| Max Wallraf                   | 25. Oktober 1917  | 7. Oktober 1918   | –       |
| Karl Trimborn                 | 7. Oktober 1918   | 10. November 1918 | Zentrum |
| Hugo Preuß                    | 15. November 1918 | 13. Februar 1919  | DDP     |

## Reichsminister des Innern der Weimarer Republik (1919–1933)

Wappen der Weimarer Republik

| Name                         | Amtszeit (Beginn) | Amtszeit (Ende)   | Partei  |
| ---------------------------- | ----------------- | ----------------- | ------- |
| Hugo Preuß                   | 13. Februar 1919  | 20. Juni 1919     | DDP     |
| Eduard David                 | 21. Juni 1919     | 3. Oktober 1919   | SPD     |
| Erich Koch-Weser             | 3. Oktober 1919   | 4. Mai 1921       | DDP     |
| Georg Gradnauer              | 10. Mai 1921      | 22. Oktober 1921  | SPD     |
| Adolf Köster                 | 23. Oktober 1921  | 14. November 1922 | SPD     |
| Rudolf Oeser                 | 22. November 1922 | 12. August 1923   | DDP     |
| Wilhelm Sollmann             | 14. August 1923   | 3. November 1923  | SPD     |
| Karl Jarres                  | 11. November 1923 | 15. Dezember 1924 | DVP     |
| Martin Schiele               | 15. Dezember 1924 | 23. Oktober 1925  | DNVP    |
| Otto Gessler (kommissarisch) | 23. Oktober 1925  | 5. Dezember 1925  | DDP     |
| Wilhelm Külz                 | 20. Januar 1926   | 17. Dezember 1926 | DDP     |
| Walter von Keudell           | 29. Dezember 1926 | 12. Juni 1928     | DNVP    |
| Carl Severing                | 28. Juni 1928     | 27. März 1930     | SPD     |
| Joseph Wirth                 | 30. März 1930     | 7. Oktober 1931   | Zentrum |
| Wilhelm Groener              | 9. Oktober 1931   | 30. Mai 1932      | –       |
| Wilhelm Freiherr von Gayl    | 1. Juni 1932      | 17. November 1932 | DNVP    |
| Franz Bracht                 | 3. Dezember 1932  | 28. Januar 1933   | –       |

## Reichsminister des Innern während des Nationalsozialismus (1933–1945)

Wappen Deutschlands während des Nationalsozialismus

| Name             | Amtszeit (Beginn) | Amtszeit (Ende) | Partei |
| ---------------- | ----------------- | --------------- | ------ |
| Wilhelm Frick    | 30. Januar 1933   | 20. August 1943 | NSDAP  |
| Heinrich Himmler | 24. August 1943   | 29. April 1945  | NSDAP  |
| Paul Giesler     | 30. April 1945    | 3. Mai 1945     | NSDAP  |
| Wilhelm Stuckart | 3. Mai 1945       | 23. Mai 1945    | NSDAP  |

## Minister des Innern der DDR (1949–1990)

Wappen der DDR

| Name                  | Amtszeit (Beginn) | Amtszeit (Ende)   | Partei |
| --------------------- | ----------------- | ----------------- | ------ |
| Karl Steinhoff        | 11. Oktober 1949  | 6. Mai 1952       | SED    |
| Willi Stoph           | 6. Mai 1952       | 1. Juli 1955      | SED    |
| Karl Maron            | 1. Juli 1955      | 14. November 1963 | SED    |
| Friedrich Dickel      | 14. November 1963 | 7. November 1989  | SED    |
| Lothar Ahrendt        | 18. November 1989 | 12. April 1990    | SED    |
| Peter-Michael Diestel | 12. April 1990    | 2. Oktober 1990   | DSU    |

## Bundesminister des Innern der Bundesrepublik Deutschland (seit 1949)

Wappen der Bundesrepublik Deutschland

| Nr.                                           | Name                      | Lebensdaten               | Amtszeit (Beginn)         | Amtszeit (Ende)           | Partei                    |
| Bundesminister des Innern                     | Bundesminister des Innern | Bundesminister des Innern | Bundesminister des Innern | Bundesminister des Innern | Bundesminister des Innern |
| --------------------------------------------- | ------------------------- | ------------------------- | ------------------------- | ------------------------- | ------------------------- |
| 1                                             | Gustav Heinemann          | 1899–1976                 | 20. September 1949        | 11. Oktober 1950          | CDU                       |
| 2                                             | Robert Lehr               | 1883–1956                 | 11. Oktober 1950          | 20. Oktober 1953          | CDU                       |
| 3                                             | Gerhard Schröder          | 1910–1989                 | 20. Oktober 1953          | 13. November 1961         | CDU                       |
| 4                                             | Hermann Höcherl           | 1912–1989                 | 14. November 1961         | 25. Oktober 1965          | CSU                       |
| 5                                             | Paul Lücke                | 1914–1976                 | 26. Oktober 1965          | 2. April 1968             | CDU                       |
| 6                                             | Ernst Benda               | 1925–2009                 | 2. April 1968             | 21. Oktober 1969          | CDU                       |
| 7                                             | Hans-Dietrich Genscher    | 1927–2016                 | 22. Oktober 1969          | 16. Mai 1974              | FDP                       |
| 8                                             | Werner Maihofer           | 1918–2009                 | 16. Mai 1974              | 8. Juni 1978              | FDP                       |
| 9                                             | Gerhart Baum              | 1932–2025                 | 8. Juni 1978              | 17. September 1982        | FDP                       |
| 10                                            | Jürgen Schmude            | 1936–2025                 | 17. September 1982        | 1. Oktober 1982           | SPD                       |
| 11                                            | Friedrich Zimmermann      | 1925–2012                 | 4. Oktober 1982           | 21. April 1989            | CSU                       |
| 12                                            | Wolfgang Schäuble         | 1942–2023                 | 21. April 1989            | 26. November 1991         | CDU                       |
| 13                                            | Rudolf Seiters            | * 1937                    | 26. November 1991         | 7. Juli 1993              | CDU                       |
| 14                                            | Manfred Kanther           | * 1939                    | 7. Juli 1993              | 26. Oktober 1998          | CDU                       |
| 15                                            | Otto Schily               | * 1932                    | 27. Oktober 1998          | 22. November 2005         | SPD                       |
| 16                                            | Wolfgang Schäuble         | 1942–2023                 | 22. November 2005         | 27. Oktober 2009          | CDU                       |
| 17                                            | Thomas de Maizière        | * 1954                    | 28. Oktober 2009          | 3. März 2011              | CDU                       |
| 18                                            | Hans-Peter Friedrich      | * 1957                    | 3. März 2011              | 17. Dezember 2013         | CSU                       |
| 19                                            | Thomas de Maizière        | * 1954                    | 17. Dezember 2013         | 14. März 2018             | CDU                       |
| Bundesminister des Innern, für Bau und Heimat |                           |                           |                           |                           |                           |
| 20                                            | Horst Seehofer            | * 1949                    | 14. März 2018             | 8. Dezember 2021          | CSU                       |
| Bundesminister des Innern und für Heimat      |                           |                           |                           |                           |                           |
| 21                                            | Nancy Faeser              | * 1970                    | 8. Dezember 2021          | 6. Mai 2025               | SPD                       |
| Bundesminister des Innern                     |                           |                           |                           |                           |                           |
| 22                                            | Alexander Dobrindt        | * 1970                    | 6. Mai 2025               | amtierend                 | CSU                       |